# Mitrager noordami
Mitrager noordami là một loài nhện trong họ Linyphiidae.
Loài này thuộc chi Mitrager. Mitrager noordami được miêu tả năm 1985 bởi van Helsdingen.